# Arvid Bornstrand
Arvid Bornstrand, född 31 juli 1901 i Norra Sanne i Bohuslän, död 21 februari 1986 i Borås, var en svensk konstnär.
Bornstrand studerade konst vid Valands målarskola i Göteborg. Hans konst består av naturalistiskt hållna landskap med skogar och sjöar.